# Thore Olovson
Thore Gudmar Olovson, född 20 juli 1904 i Linde församling, Örebro län, död 13 februari 1987 i Sofia församling, Stockholm
, var en svensk läkare. Han var far till Gudmar Olovson.
Thore Olovson var son till pastor Pehr Adolf Olovson. Efter studentexamen vid Lunds privata elementarläroverk 1924 blev han student vid Karolinska Institutet och medicine kandidat där 1928. Olovson blev 1930 extraordinarie amanuens vid patologiska institutionen vid Karolinska Institutet och arbetade 1930–1933 kortare perioder som extra och tillförordnad underläkare vid Sankt Görans sjukhus kirurgiska avdelning. 1933 blev han medicine licentiat och legitimerad läkare, arbetade 1933–1934 som assistentläkare och tillförordnad underläkare vid Sabbatsbergs sjukhus kirurgiska avdelning, 1934–1938 som extra underläkare och biträdande läkare vid Bodens garnisonssjukhus och 1938–1944 som tillförordnad underläkare och tillförordnad förste underläkare vid Sankt Görans sjukhus kirurgiska avdelning. Olovson var 1938–1939 och 1941 extraordinarie amanuens vid Karolinska institutets anatomiska avdelning och blev 1942 medicine doktor där. 1943–1947 var han docent i anatomi anatomi vid Karolinska Institutet, 1944-1945 förste underläkare vid Serafimerlasarettets kirurgiska klinik, 1947-1948 biträdande läkare där och 1946-1947 tillförordnad lasarettsläkare vid Eskilstuna centrallasaretts kirurgiska avdelning. 1947 blev Olovson docent i kirurgi vid Karolinska Institutet, 1949 extra föredragande och tillförordnad byråchef vid Medicinalstyrelsen samt var 1950–1951 tillförordnad lasarettsläkare vid Umeå centrallasaretts kirurgiska avdelning. Han var 1952–1971 överläkare vid Ersta sjukhus kirurgiska avdelning samt kirurgöverläkare vid Skandinaviska sjukhuset i Korea 1958–1959.